# Swietłana Czernousowa
Swietłana Albiertowna Czernousowa (ros. Светлана Альбертовна Черноусова, ur. 18 września 1970 r. w Krasnojarsku) – rosyjska biathlonistka, dwukrotna mistrzyni świata.

## Kariera
W Pucharze Świata zadebiutowała 12 marca 1999 roku w Oslo, zajmując 34. miejsce w sprincie. Pierwsze punkty (w sezonach 1984/1985-1999/2000 punktowało 25. najlepszych zawodniczek) wywalczyła 3 grudnia 1999roku w Hochfilzen, gdzie zajęła 14. miejsce w biegu indywidualnym. Pierwszy raz na podium zawodów pucharowych stanęła 3 lutego 2000 roku w Östersund, kończąc rywalizację w biegu pościgowym na drugiej pozycji. W zawodach tych rozdzieliła na podium Niemkę Martinę Beck i swą rodaczkę - Swietłanę Iszmuratową. W kolejnych startach jeszcze dwa razy stawała na podium: 7 stycznia 2001 roku w Oberhof była trzecia w biegu masowym, a 14 stycznia 2005 roku w Ruhpolding wygrała sprint. Najlepsze wyniki osiągnęła w sezonie 2002/2003, kiedy zajęła dziewiąte miejsce w klasyfikacji generalnej.
Podczas mistrzostw świata w Oslo/Lahti w 2000 roku wspólnie z Olgą Pylową, Galiną Kuklewą i Albiną Achatową zdobyła złoty medal w sztafecie. Wynik ten Rosjanki w składzie: Albina Achatowa, Swietłana Iszmuratowa, Galina Kuklewa i Swietłana Czernousowa powtórzyły na mistrzostwach świata w Chanty-Mansyjsku trzy lata później. Była też między innymi szósta w sprincie na MŚ 2000. Ponadto czterokrotnie zdobywała medale mistrzostw Europy: złote w sztafecie na ME w Iżewsku (1999) i ME w Mińsku (2004) oraz w sprincie na ME w Nowosybirsku (2005) oraz srebrny w sztafecie podczas ME w Mińsku (1998). Nigdy nie wystąpiła na igrzyskach olimpijskich.

## Osiągnięcia

### Mistrzostwa świata
| Rok  | Miejscowość     | Konkurencje | Konkurencje | Konkurencje | Konkurencje | Konkurencje | Konkurencje | Konkurencje |
| Rok  | Miejscowość     | IN          | SP          | PU          | MS          | RL          | MR          | SR          |
| ---- | --------------- | ----------- | ----------- | ----------- | ----------- | ----------- | ----------- | ----------- |
| 2000 | Oslo/Lahti      | 15.         | 6.          | 8.          | 21.         | 1.          | nd.         | –           |
| 2001 | Pokljuka        | –           | 66.         | –           | 22.         | –           | nd.         | –           |
| 2002 | Oslo            | nd.         | nd.         | nd.         | 18.         | nd.         | nd.         | –           |
| 2003 | Chanty-Mansyjsk | 15.         | –           | –           | 19.         | 1.          | nd.         | –           |
| 2005 | Hochfilzen      | –           | 13.         | 28.         | –           | –           | nd.         | –           |

### Puchar Świata

#### Miejsca w klasyfikacji generalnej
| Sezon     | Miejsce |
| --------- | ------- |
| 1998/1999 | -       |
| 1999/2000 | 11.     |
| 2000/2001 | 13.     |
| 2001/2002 | 19.     |
| 2002/2003 | 9.      |
| 2003/2004 | 59.     |
| 2004/2005 | 24.     |

#### Miejsca na podium chronologicznie
| Lp. | Dzień       | Rok  | Miejscowość | Konkurencja             | Lokata | Pudła   | Czas biegu | Strata  | Zwycięzca          |
| --- | ----------- | ---- | ----------- | ----------------------- | ------ | ------- | ---------- | ------- | ------------------ |
| 1.  | 13 lutego   | 2000 | Östersund   | Bieg pościgowy na 10 km | 2.     | 0+1+0+0 | 31:29,3    | +5,2    | Martina Beck       |
| 2.  | 7 stycznia  | 2001 | Oberhof     | Bieg masowy na 12,5 km  | 3.     | 0+1+0+0 | 41:35,8    | +1:12,8 | Magdalena Forsberg |
| 3.  | 14 stycznia | 2005 | Ruhpolding  | Sprint na 7,5 km        | 1.     | 0+0     | 24:45,6    | –       | –                  |